# NGC 2756
NGC 2756 est une galaxie spirale située dans la constellation de la Grande Ourse. NGC 2756 a été découverte par l'astronome germano-britannique William Herschel en 1790.

## Caractéristiques
Sa vitesse par rapport au fond diffus cosmologique est de 4 129 ± 14 km/s, ce qui correspond à une distance de Hubble de 60,9 ± 4,3 Mpc (∼199 millions d'al).
À ce jour, quatre mesures non basées sur le décalage vers le rouge (redshift) donnent une distance de 54,125 ± 1,360 Mpc (∼177 millions d'al), ce qui est tout juste à l'extérieur des valeurs de la distance de Hubble. Notons cependant que c'est avec la valeur moyenne des mesures indépendantes, lorsqu'elles existent, que la base de données NASA/IPAC calcule le diamètre d'une galaxie et qu'en conséquence le diamètre de NGC 2756 pourrait être d'environ 31,9 kpc (∼104 000 al) si on utilisait la distance de Hubble pour le calculer.
La classe de luminosité de NGC 2756 est II et elle présente une large raie HI.